# Notiothops huaquen
Espèce
Notiothops huaquen est une espèce d'araignées aranéomorphes de la famille des Palpimanidae.

## Distribution
Cette espèce est endémique de la région de Valparaiso au Chili,.

## Description
Le mâle holotype mesure 3,30 mm et la femelle paratype 4,03 mm.

## Étymologie
Son nom d'espèce lui a été donné en référence au lieu de sa découverte, Quebrada Huaquén.

## Publication originale
- Platnick, Grismado & Ramírez, 1999 : On the genera of the spider subfamily Otiothopinae (Araneae, Palpimanidae). American Museum novitates, no 3257, p. 1-25 (texte intégral).